# Farmington (West Virginia)
Farmington ist eine Town im Marion County, Bundesstaat West Virginia in den Vereinigten Staaten von Amerika.
Derzeit zählt Farmington etwa 390 Einwohner.

## Geographie
Laut dem United States Census Bureau hat der Ort eine Fläche von 1,1 km2, alles Landfläche.

## Demographie
Nach der Volkszählung von 2000 gibt es 387 Menschen, 163 Haushalte und 108 Familien in der Stadt. Die Bevölkerungsdichte beträgt 355,8 Einwohner pro km². Es gibt 194 Wohnhäuser was eine Dichte von 178,3 Häuser pro km² entspricht. 96,90 % der Bevölkerung sind Weiße, 1,81 % Afroamerikaner und 2,02 % Mischlinge.
Von den 163 Haushalten haben 26,4 % Kinder unter 18 Jahre. 42,9 % davon sind verheiratete, zusammenlebende Paare, 17,2 % sind alleinerziehende Mütter, 33,7 % sind keine Familien, 30,1 % bestehen aus Singlehaushalten und in 19,0 % Menschen sind älter als 65. Die Durchschnittshaushaltsgröße beträgt 2,37, die Durchschnittsfamiliengröße 2,93.
23,5 % der Bevölkerung sind unter 18 Jahre alt, 7,0 % zwischen 18 und 24, 27,4 % zwischen 25 und 44, 23,0 % zwischen 45 und 64, 19,1 % älter als 65. Das Durchschnittsalter beträgt 37 Jahre. Das Verhältnis Frauen zu Männer beträgt 100:85,2, für Menschen älter als 18 Jahre beträgt das Verhältnis 100:81,6.
Das jährliche Durchschnittseinkommen der Haushalte beträgt 29.375 USD, das Durchschnittseinkommen der Familien 39.688 USD. Männer haben ein Durchschnittseinkommen von 31.250 USD, Frauen 18.750 USD. Das Prokopfeinkommen der Stadt beträgt 15.990 USD. 9,0 % der Bevölkerung und 5,9 % der Familien leben unterhalb der Armutsgrenze, davon sind 17,3 % Kinder oder Jugendliche jünger als 18 Jahre und 1,3 % der Menschen sind älter als 65.

## Persönlichkeiten
- Benjamin F. Martin (1828–1895), Politiker
- Frank Gatski (1922–2005), American-Football-Spieler
- Sam Huff (1934–2021), American-Football-Spieler
- Joe Manchin (* 1947), US-Senator und früherer Gouverneur